# Sormane
Sormane (em árabe: صرمان; romaniz.: Surman) é uma cidade do distrito de Zauia próximo a costa da Líbia no mar Mediterrâneo. Entre 1983 e 1987, foi sede do distrito homônimo. Segundo censo de 2012, havia 11 942 residentes.

## Guerra Civil Líbia
Em 20 de junho de 2011, durante a Guerra Civil Líbia, ataques da OTAN em Sormane contra o que parecia um complexo de casas pertencente a um dos associados de Muamar Gadafi, Khaled K. El-Hamedi, matou vários civis, incluindo dois filhos e sua mãe. A OTAN admitiu ter realizando um ataque aéreo em um alvo militar em Sormane, mas não que morreram civis. A organização também emitiu uma declaração em que afirmou que um ataque aéreo de precisão foi lançado contra um "nó" de comando e controle de "alto nível" na área de Sormane.
Em 14 de agosto, o Exército de Libertação Nacional disse que capturou a cidade, em combate durante a ofensiva costeira, em que um total de 10 soldados rebeldes foram assassinados e pelo menos 40 guerreiros pró-Gadafi foram capturados durante a batalha pela cidade. Em março de 2016, durante a segunda guerra civil, foi relatado que dois italianos que haviam sido sequestrados em junho de 2015 foram mortos enquanto eram usados como escudo humano pelos homens armados do Estado Islâmico em Sormane.